# Ana Elba Gritti
Ana Elba Gritti (Corralito, 26 de julio de 1945 - Río Tercero, 8 de abril de 2011) fue una abogada y activista cívico argentina. 

## Biografía
Se comprometió en la lucha contra la impunidad de su país con motivo de las Explosiones de Río Tercero de 1995, en el que hubo numerosos muertos, heridos y daños materiales. 
La explosión habría sido con la intención de tapar pruebas vinculadas con el Escándalo por venta de armas a Ecuador y Croacia que tuvo lugar en Argentina durante la primera presidencia de Carlos Saúl Menem.
Luego de ocurrido el atentado, las autoridades rápidamente hablaron de accidente. Ana Gritti, que perdió a su marido en el atentado, tuvo en cuenta numerosos indicios que indicaban que no lo había sido. Uno en especial le llamó la atención: el Secretario de Asuntos Militares del Gobierno del entonces presidente Carlos Saúl Menem que indicó que el "accidente" había sido provocado por la defectuosa manipulación de explosivos de tres soldados cuyos nombres se indicaron que, en realidad, nunca existieron.
Ana Gritti, junto a sus abogados, logró demostrar con una pericia técnica, como una querellante en una causa penal que todavía sigue abierta, que la hipótesis del accidente que se había invocado era falsa.
La causa sigue su trámite. Sus hijas se han convertido en querellantes en reemplazo de su madre.

## Testimonios sobre Ana Gritti
Dijo de Ana Gritti la periodista y ahora Senadora argentina Norma Elena Morandini: “Como una inmolación, Ana Gritti murió para que otros vivan la verdad. Ella hizo del dolor coraje para demostrar lo que nadie quería ver: la intencionalidad de las explosiones para tapar un negociado. La doblegó la enfermedad, pero su sacrificio se inscribe ya en la mejor tradición cordobesa de los que no negocian con la verdad”. Por su parte, el abogado argentino Ricardo Monner Sans dijo de ella “es una mujer que enfrentó a los canallas que hicieron volar la fábrica militar de Río Tercero en noviembre de 1995. Ejemplo de civismo y de valentía no transó con la corrupción. Me honró con su amistad y como uno de sus abogados. La democracia real, no la de las apariencias, está de luto”.